# Lennart Larsson (ingenjör)
Arne Lennart Larsson, född 2 februari 1918 i Västra Sallerups församling, död 11 maj 2007 i Malmö S:t Johannes församling, var en svensk väg- och vattenbyggnadsingenjör.
Efter studentexamen i Eslöv 1937 utexaminerades Larsson från Kungliga Tekniska högskolan i Stockholm 1942. Han var extra ingenjör vid Malmö stads vatten- och avloppsverk 1942–43, ingenjör vid Kristinehamns stads byggnadskontor 1944 och blev byråingenjör och driftsingenjör vid Malmö stads vatten- och avloppsverk 1945. Han övergick 1957 från kommunal till privat tjänst (hans befattning övertogs av Gunnar Behre) och blev då avdelningschef vid AB Skånska Cementgjuteriets dotterbolag AB Tryckrör under Ludvig von Mühlenfels.
Larsson var ledamot av Svenska Teknologföreningen, Svenska väg- och vattenbyggares riksförbund, Svenska kryssarklubben, styrelseledamot i Malmö Tennisklubb 1944–45 och vice ordförande i Stadshusets idrottsförening 1947–48.